# Venta del Moro
Venta del Moro ist eine spanische Gemeinde (Municipio) mit 1.158 Einwohnern (Stand: 2024) in der Valencianischen Gemeinschaft, in der Comarca La Plana de Utiel–Requena. Neben dem Hauptort Venta del Moro besteht die Gemeinde aus den Ortschaften Casas de Moya, Casas de Pradas, Casas del Rey, Jaraguas, Las Monjas und Los Marcos.

## Lage
Venta del Moro liegt etwa 95 Kilometer westlich von Valencia in einer Höhe von ca. 730 m. Ein Großteil des Parque Natural de la Hoces del Cabriel. Durch die Gemeinde führt die Autovía A-3.

## Geschichte
| Jahr      | 1900  | 1930  | 1950  | 1960  | 1970  | 1981  | 1991  | 2001  | 2011  | 2021  |
| --------- | ----- | ----- | ----- | ----- | ----- | ----- | ----- | ----- | ----- | ----- |
| Einwohner | 3.304 | 4.445 | 4.457 | 4.029 | 2.776 | 2.204 | 1.755 | 1.516 | 1.443 | 1.194 |

## Kultur und Sehenswürdigkeiten
- Paläontologische Fundstelle
- Marienkirche (Iglesia de Nuestra Señora de Loreto) in Venta del Moro
- Antoniuskirche in Casas de Moya
- Gregoriuskirche in Casas de Pradas
- Christuskirche in Casas del Rey
- Isidorkirche in Los Marcos

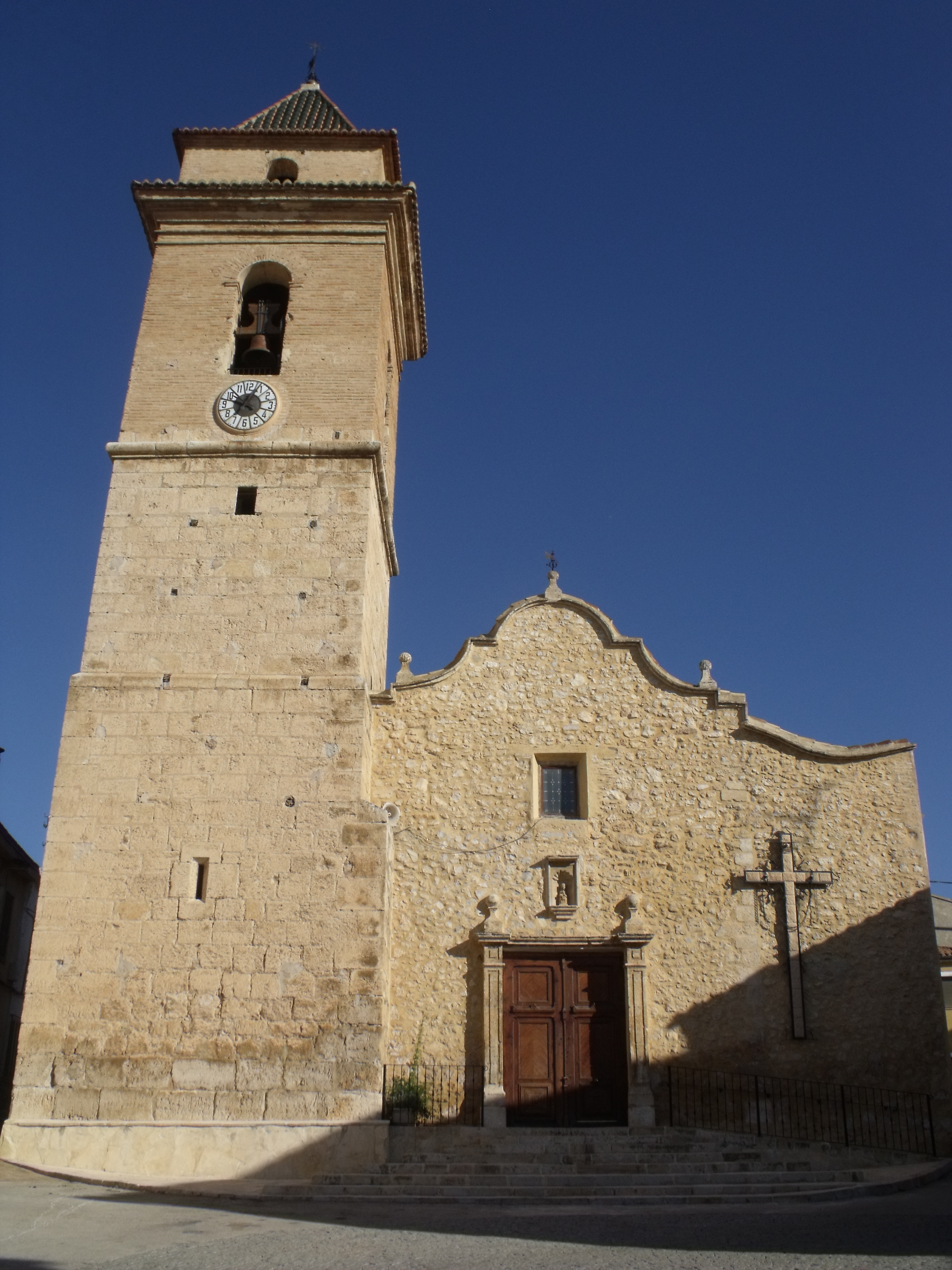
Marienkirche
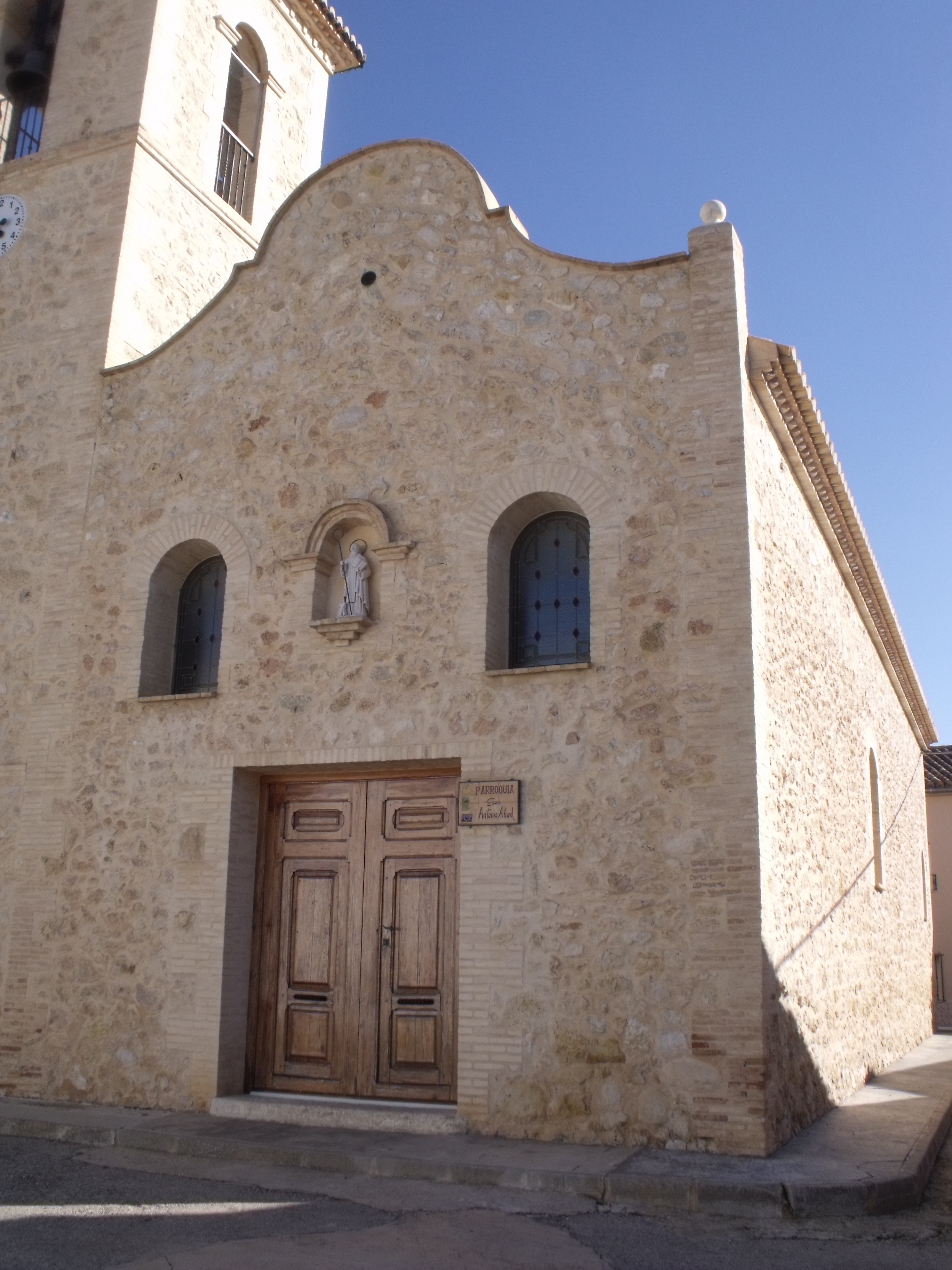
Antoniuskirche
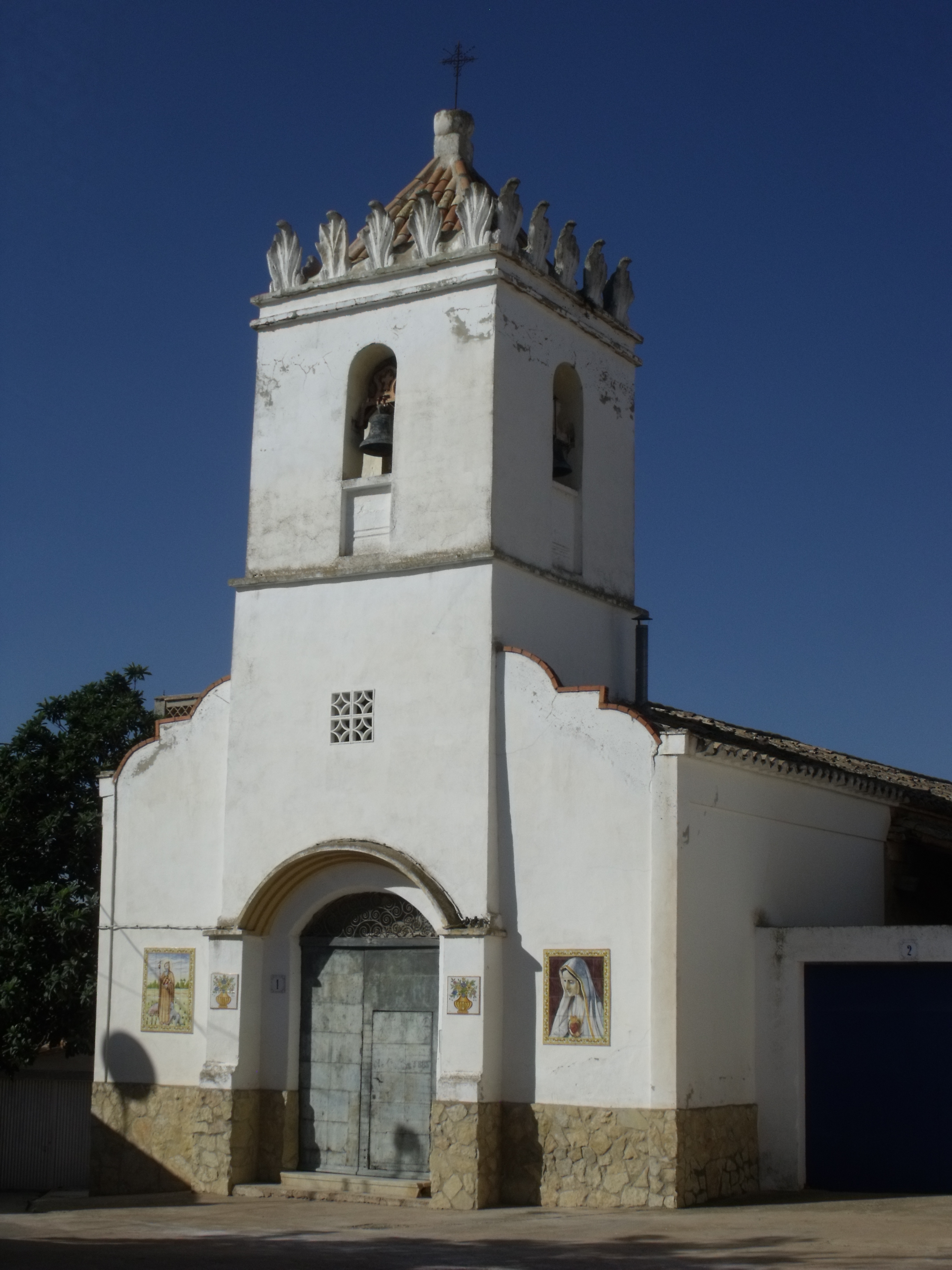
Gregoriuskirche
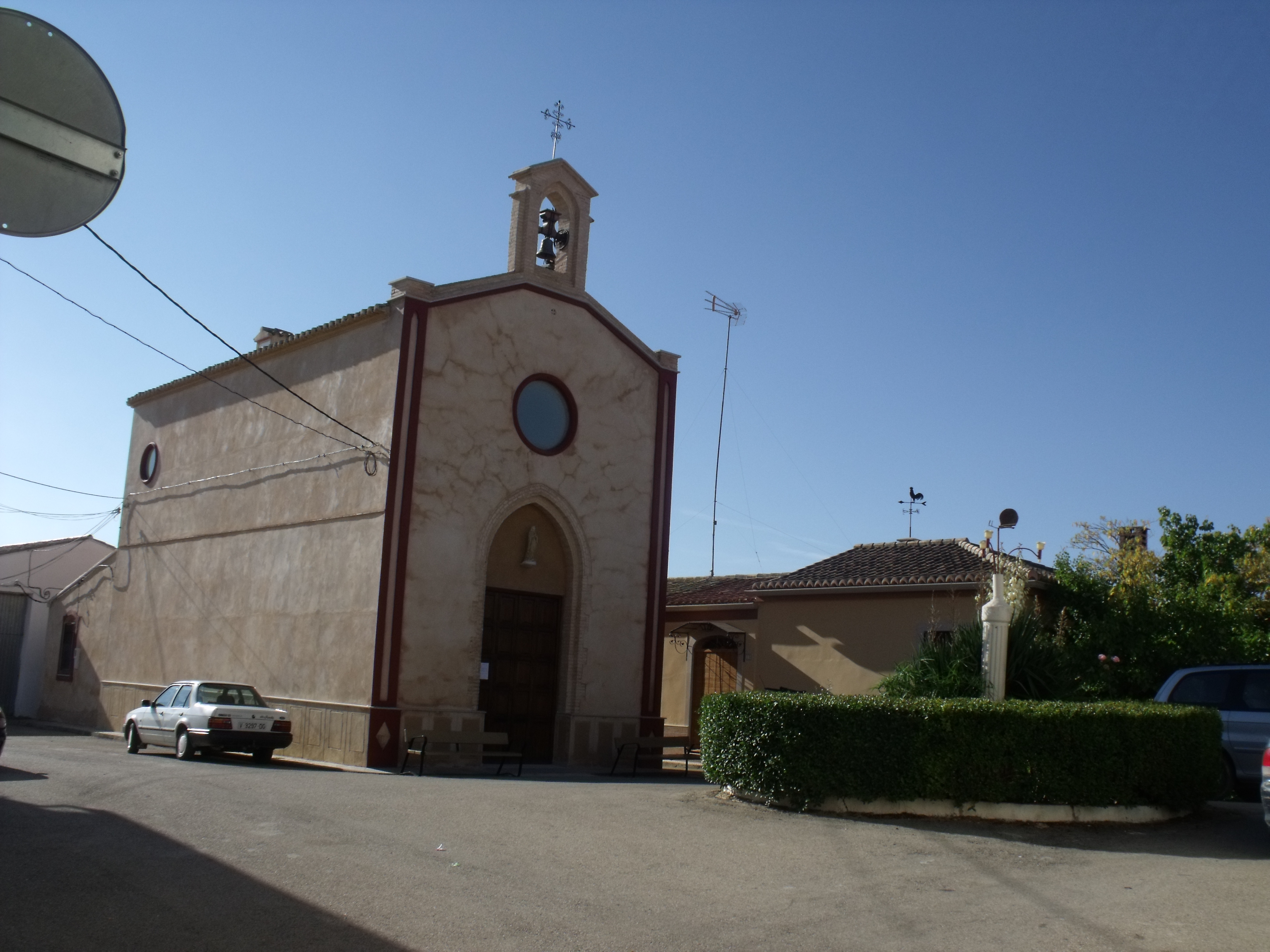
Christuskirche
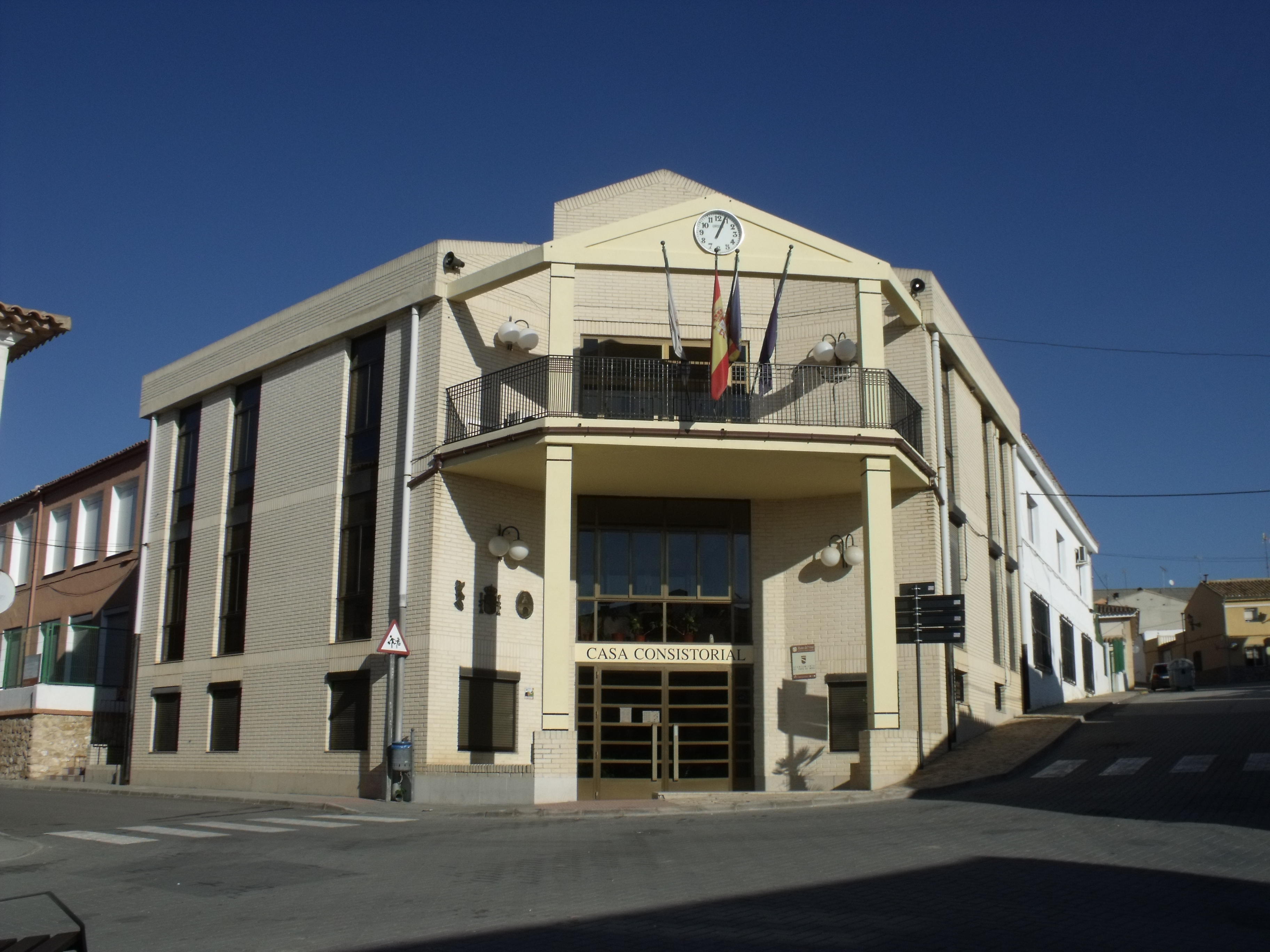
Rathaus